# Monarquia tradicional

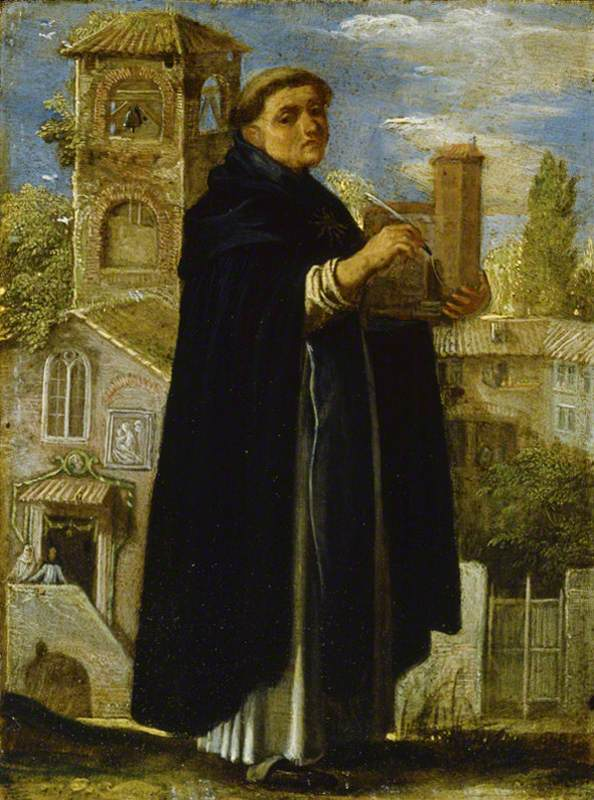
São Tomás de Aquino, um dos idealizadores da monarquia tradicional.

A monarquia tradicional, defendida pelo miguelismo durante a vigência da monarquia portuguesa e pelo integralismo lusitano durante a período republicano, em Portugal, e, no Brasil, pelo patrianovismo, é uma forma de governo que vigorou em boa parte da Europa durante a Idade Média e Idade Moderna. Opondo-se à monarquia constitucional partidocrática e à monarquia absolutista, consiste em uma monarquia regida pelos princípios do tradicionalismo ou da tradição, organizada na base da família e da propriedade. Os seus adeptos combatem o pombalismo, o absolutismo e o republicanismo.
No Reino de Portugal nasceu no tempo do primeiro rei, tendo sido interrompida pela primeira vez na dinastia filipina, para ser recomeçada em 1640. António Sardinha entendia que essa altura, na Restauração da Independência de Portugal, foi o seu ponto alto, alicerçada por um dos seus principais mentores, o conjurado João Pinto Ribeiro, que proclamava que a monarquia vale “por virtude própria, independentemente da figura que a encarna”. O absolutismo surge um século mais tarde em Portugal com a governação de D. José I, nas mãos de Marquês de Pombal. 
Na monarquia sob uma égide tradicional o rei reina e governa, mas tem o seu poder limitado pelas assembleias — nomeadamente as cortes, as agremiações profissionais e o municipalismo — constituídas pelos representantes dos corpos intermediários, dos grupos naturais componentes da Comunidade, às quais cabe a administração dos negócios do Estado.
Costuma ser chamada também de monarquia temperada (aquela em que a autoridade do monarca é limitada de outro ou outros poderes), tida por São Tomás de Aquino como a melhor dentre as formas de governo. Por sua preocupação em que a sociedade se veja representada é igualmente denominada monarquia representativa, ao mesmo tempo que é monarquia hereditária.

## Movimentos tradicionalistas

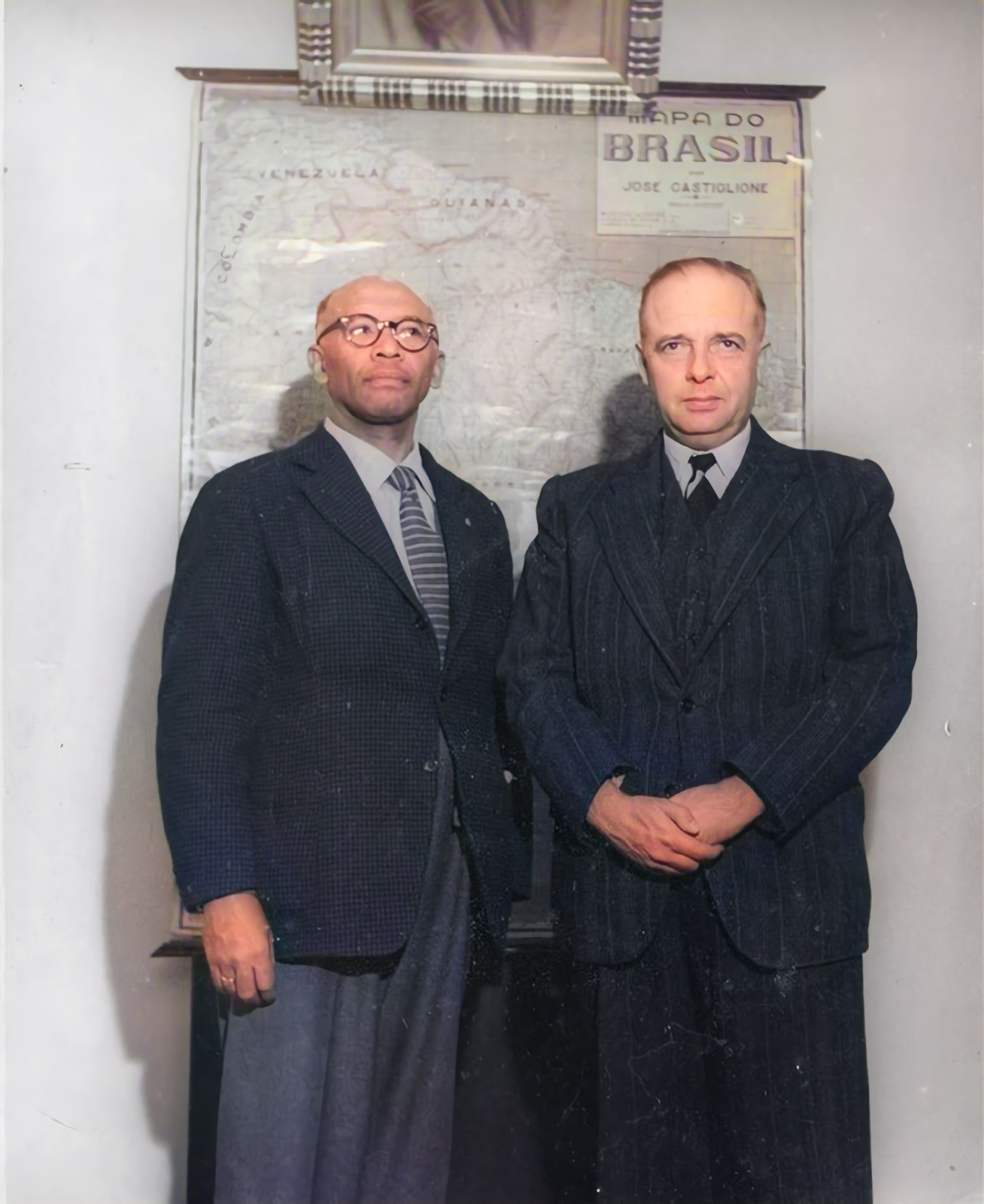
Arlindo Veiga dos Santos, criador do Patrianovismo, movimento tradicionalista monárquico no Brasil, junto com o príncipe imperial Pedro Henrique.

### Patrianovismo
O movimento teve grande força no Brasil entre 1920 e 1930, com a Ação Imperial Patrianovista, que acreditava em uma “democracia orgânica” ou “império orgânico”. Acreditavam num estado confessional católico e eram liderados por Arlindo Veiga dos Santos, fundador da ação. O movimento sempre esteve ligado a Pedro Henrique de Orléans e Bragança chefe da Casa Imperial brasileira na época. Atualmente, o patrianovismo é representado pela Ação Orleanista. 

### Carlismo

Cruz de Borgonha, bandeira dos carlistas.

O carlismo surgiu-se a partir da Primeira Guerra Carlista, quando Fernando VII de Espanha declarou sua filha Isabel como sucessora ao reino, indo contra as pretensões de Carlos Maria de Bourbon. Após a morte de Fernando, Isabel sobe ao trono e então começam as guerras carlistas.
Além de ser uma linhagem monárquica, também é um movimento político, a partir de quando Isabel rompe com a Igreja Católica e instaura uma Monarquia constitucional, derrubando a monarquia tradicional espanhola. Os carlistas defendem então a restauração da monarquia tradicional com os Fueros (corporações de ofício regionais espanholas), uma reaproximação com a Igreja Católica e a volta da linhagem carlista com Sixto Henrique de Bourbon-Parma como monarca.
Os carlistas tiveram uma participação na Guerra Civil Espanhola do lado dos Nacionalistas e onde surgiu os Requetés, a milícia carlista. Após a guerra civil, os carlistas apoiaram Francisco Franco no início, mas, após algumas medidas consideradas liberais pelos carlistas, se viraram contra o regime, ainda mais quando Franco rejeita a proposta carlista de Xavier, Duque de Parma ser o monarca espanhol, trocando-o por Juan Carlos.

### Action Française
A Ação Francesa nasce no fim do século XIX após o Caso Dreyfus, do qual um de seus fundadores, Charles Maurras, foi um dos principais envolvidos. O movimento além de defender a restauração da monarquia tradicional, defende, como os carlistas, a linhagem orleanista ao trono francês. A AF atualmente ganha mais apoio popular e frequentemente faz ações de rua, como colagem de cartazes nas ruas, manifestações em datas comemorativas e em homenagem a Luís XVI.